# Горин, Николай Владимирович
Николай Владимирович Горин (14 ноября 1900 года, Новый Петергоф, Санкт-Петербургская губерния — 7 июня 1955 года, Симферополь) — советский военачальник, полковник (1940).

## Начальная биография
Николай Владимирович Горин родился 14 ноября 1900 года в Новом Петергофе Санкт-Петербургской губернии.
Работал слесарем на Путиловском заводе в Петрограде. В марте 1917 года за участие в забастовках был уволен, после чего устроился на работу помощником бригадира автосборочного цеха в Петергофские народные ремонтные автомобильные мастерские.

## Военная служба

### Гражданская война
В апреле 1917 года рядовым бойцом (красногвардеец) вступил в Петергофскую красногвардейскую боевую дружину, которая в июне 1918 года влилась в 4-й Петроградский красногвардейский отряд, позже преобразованный в кавалерийский дивизион в составе 4-й Украинской партизанской дивизии. В марте 1919 года 4-я партизанская дивизия была переименована в 42-ю стрелковую, а кавалерийский дивизион преобразован в 1-й отдельный кавалерийский полк, в составе которого Н. В. Горин служил помощником командира взвода и принимал участие в боевых действиях против войск под командованием генерала А. И. Деникина на территории Донской области и против войск под командованием генерала П. Н. Врангеля и вооружённых формирований Н. И. Махно в Северной Таврии.

### Межвоенное время
С марта 1922 года краском Н. В. Горин служил в 52-м кавалерийском полку (9-я Крымская кавалерийская дивизия) на должностях командира взвода и командира эскадрона. В октябре 1927 года направлен на учёбу на кавалерийские курсы усовершенствования командного состава в Новочеркасске, после окончания которых в августе 1928 года назначен на должность начальника полковой школы 50-го кавалерийского полка (9-я Крымская кавалерийская дивизия). В декабре 1929 года направлен на учёбу на военно-ремонтные курсы в Москве, после окончания которых в декабре 1930 года вернулся на прежнюю должность, а в январе 1934 года назначен на должность начальника штаба 49-го кавалерийского полка (Украинский военный округ).
С марта 1935 года служил на Дальнем Востоке на должности начальника штаба 71-го кавалерийского полка (8-я кавалерийская дивизия, ОКДВА), а с февраля 1939 года — на должности командира 49-го кавалерийского полка.

### Великая Отечественная война
С началом войны находился на прежней должности.
В августе 1941 года полковник Н. В. Горин назначен на должность командира 82-й кавалерийской дивизии, а в декабре 1941 года — на должность командира кавалерийской группы в составе Калининского фронта, сформированной на базе 82-й кавалерийской дивизии, после чего принимал участие в ходе Калининской наступательной операции. В начале января 1942 года кавалерийская группа была преобразована в 11-й кавалерийский корпус, а полковник Н. В. Горин исполнял должность командира этого же корпуса, а с февраля того же года служил заместителем командира корпуса, после чего во время Ржевско-Вяземской наступательной операции принимал участие в ходе прорыва и рейда по тылу противника в районе Вязьмы.
В апреле 1942 года назначен на должность инспектора Инспекторского отдела, в мае — на должность инспектора 3-го отдела Управления генерал-инспектора кавалерии Красной армии, а в ноябре — на должность заместителя командира 7-го кавалерийского корпуса, который в конце декабря 1942 — начале января 1943 года передислоцирован на станцию Анна, где включён в состав Воронежского фронта, после чего переброшен в район юго-западнее Кантемировки. Во время Острогожско-Россошанской наступательной операции 15 января 1942 года корпус был введен в прорыв, после чего действовал по тылам противника и участвовал в освобождении города и железнодорожной станции Уразов и Уразовского аэродрома, районного центра Ровеньки и ряда населённых пунктов. 19 января 1943 года 7-й кавалерийский корпус был преобразован в 6-й гвардейский, после чего участвовал в ходе Харьковской наступательной операции. 13 февраля 1943 года полковник Н. В. Горин вылетел на самолёте У-2 в штаб корпуса, однако в районе города Мерефа самолёт был подбит огнём из пулемёта и упал на территории противника, а сам полковник Н. В. Горин в бессознательном состоянии был взят в плен. После первичного допроса направлен в Полтаву, затем — в Запорожье и далее в Летцен, где генерал А. А. Власов предложил бороться с советской властью, на что полковник Н. В. Горин дал отказ, после чего переведён в лагерь в районе Нюрнберга, а конце января — начале февраля 1945 года — в крепость Вюльцбург, где 17 апреля был освобождён американскими войсками.

### Послевоенная карьера
После войны полковник Н. В. Горин по предложению представителя Советской военной миссии до 17 июня 1945 года руководил репатриацией советских граждан в Германии. В июле выехал в Прагу, где проходил проверку на сборно-пересыльном пункте для приема и отправки репатриируемых граждан СССР, после чего направлен в СССР и по прибытии находился на госпроверке в лагере бывших военнопленных при 7-й запасной стрелковой дивизии (Уральский военный округ).
С марта 1947 года исполнял должность заместителя начальника по снабжению лагеря военнопленных № 5 Управления МВД Хабаровского края.
Полковник Николай Владимирович Горин приказом МВД от 20 января 1948 года уволен в запас. 
Умер 7 июня 1955 года в Симферополе.

## Награды
- Орден Ленина (15.11.1950);
- Орден Красного Знамени (04.02.1943);
- Орден «Знак Почёта» (22.02.1941);
- Медали.